# Horak’sche Musikschule
Die Horak’schen Musikschulen, später mit vollständigem Namen „Eduard Horak’sche Clavier-, Orgel- und Gesangsschulen“ wurden von Eduard Horak ab 1867 als private Musikschulen in Wien gegründet. Aus ihnen ging 1979 das Wiener Franz Schubert Konservatorium hervor.

## Standorte
Eduard Horak eröffnete seine erste Musikschule am 1. September 1867 mit seinem Bruder Adolf in seiner Privatwohnung in der Margaretenstraße. Wegen des großen Erfolgs wurde die Schule bald auf vier Standorte in Wien erweitert:
- Wieden: 1867 Margaretenstraße 24[2], ab 1868 Heumühlgasse 4[3], ab 1877 Schickanedergasse 6[4], ab 1879 Preßgasse 19[5], ab 1885 Margaretenstraße 19
- Mariahilf: 1872 Mariahilferstraße 97, um 1877 Hauptstraße 85[4], ab 1881 Zollergasse 6, um 1904 Kollergerngasse 4[1]
- Leopoldstadt: 1873 Asperngasse 1[4]
- Innere Stadt: 1880 Tiefer Graben 3, um 1904 Schulhof 4[1]

Später kamen Zweiginstitute in Baden und Bad Vöslau hinzu.

## Pädagogisches Konzept
Die Unterrichtsmethodik richtete sich nach den pädagogischen Grundsätzen von Johann Heinrich Pestalozzi und Adolph Diesterweg, nach denen der Schwerpunkt der musikalischen Ausbildung nicht auf einer „Dressur“ der technischen Fähigkeiten zu liegen habe, sondern auf der persönlichen Entwicklung, der „inneren Menschwerdung“, des Schülers als ein Gemeinschaftsprojekt aller Beteiligten.

## Lehrbetrieb
Der Lehrgang war dreistufig gegliedert. Er begann mit einer Vorbereitungsstufe, es folgten eine Mittelstufe und eine Ausbildungsstufe.
Neben dem Fach Klavier wurden die Fächer Orgel und ab 1883 Sologesang unterrichtet. Der Lehrplan umfasste neben der praktischen Ausbildung auch die Themenfächer Allgemeine Musiklehre (u. a. Musikdiktat), Harmonielehre, Kammermusik, Chorgesang und Musikgeschichte. Es fanden monatliche und jährliche Prüfungen sowie öffentliche Aufführungswettbewerbe statt. Außerdem wurden Vorbereitungskurse für die Staatsprüfung im Lehramt Musik angeboten.
Am 17. März 1877 besuchte Franz Liszt die Wiedener Schule und überzeugte sich von der hohen Qualität der Ausbildung.
Ab 1881 mussten alle Lehrende der Schule eine staatliche Prüfung für das Lehramt abgelegt haben.
Die Schülerzahlen entwickelten sich von anfangs 45 im Schuljahr 1867/68 auf 688 im Schuljahr 1878/79. Im Sterbejahr Horaks 1892 wurden 1029 Lernende unterrichtet und es arbeiteten ca. 70 Lehrkräfte an seinen Schulen.
Ab 1881 gab Horak die Leitung der einzelnen Standorte an seine Mitarbeiter ab, die vom k. k. Landesschulrat approbiert wurden. Die Wiedener Schule leitete Adolph Schmidt und Franz Urban, die Mariahilferschule Adolf Horak, die Leopoldstädter Schule Franz Brixel und die Innere Stadt Chovan Coloman. Der Gründer Eduard Horak hatte Franz Brixel als seinen Nachfolger bestimmt. Brixel war einer seiner ersten Abgänger, er unterrichtete seit 1870 an der Schule, war auch dessen Sekretär. Von 1892 bis zu seinem eigenen Tod leitete Brixel die Schule als Konzessionär. Seine Nachfolge der Gesamtleitung übernahm 1914 Friedrich Spigl, 1935 folgten Carl Ballon, 1937 Gisela Gurter und 1959 Adolf Sedlak.
1941 wurden die Horak’schen Schulen in Wien in den Rang von Konservatorien erhoben und 1979 in Franz Schubert Konservatorium umbenannt. Zur Entwicklung ab dieser Zeit siehe dort.

## Bekannte Lehrende
- Rudolf Bibl (1929–2017), Orgel, Komponist
- Walter Bricht (1904–1970), Gesang, Klavier und Komposition 1934–38[12]
- Franz Brixel (1852–1914), Klavier, Sekretär, übernahm 1892 die Leitung der Schulen
- Ignaz Brüll (1846–1907), Klavierpädagogik ab 1872
- Wilhelm Dörr, um 1876[13]
- Jakob Fischer (1849–1933), Musiktheorie und Chorgesang
- Hermann Graedener (1844–1929), Harmonielehre, deutsch-österreichischer Komponist[13]
- Alfred Grünfeld (1852–1924), Komponist und Klavierpädagoge 1873–75
- Theodor Helm (1843–1920), Ästhetik der Musik
- Herrmann Marx[13]
- Franz Pyllemann (1841–1873), Musiktheorie[14]
- Josef Reiter (1862–1939), Musikpädagoge und Komponist. 1986–93 Klavier, Gesang, Orgel
- Hermann Riedel (1813–1892), Komponist 1873–75
- Adolf Schmidt (1845–1905), Chor- und Sologesang, spätere Leitung
- Louis Thern (1848–1920), Klavierpädagoge ab 1884[13]
- Willy Thern (1847–1911), Klavierpädagoge
- Rudolf Weinwurm (1835–1911), Chorleitung
- Max von Weinzierl (1841–1898), Chorgesang
- Rudolf Willmers (1821–1878), Klaviervirtuose 1871

## Bekannte ehemalige Studenten
- Gisela Gurter, übernahm ab 1937 die Schulleitung
- Ferdinand Löwe (1865–1925), österreichischer Dirigent[13]
- Raoul Walter (1863–1917), Opernsänger
- Franziska Weinwurm (1882–1953), Pianistin und Sängerin